# Atiba Hutchinson
Atiba Hutchinson (Brampton, 8 de fevereiro de 1983), é um ex-futebolista canadense que atuava como meio-campo.

## Títulos
Fonte:
Copenhagen
- Campeonato Dinamarquês: 2005–06, 2006–07, 2008–09, 2009–10
- Copa da Dinamarca: 2008–09
- Liga Real Escandinava: 2005–06

PSV
- Copa dos Países Baixos: 2011–12
- Supercopa dos Países Baixos: 2012

Beşiktaş
- Campeonato Turco: 2015–16, 2016–17, 2020–21
- Copa da Turquia: 2020–21
- Supercopa da Turquia: 2021